# Paragwajskie odznaczenia

## Paragwaj
| Baretka                                    | Nazwa polska                                            | Nazwa oryginalna                                       | Ustan. |
| Ordery                                     | Ordery                                                  | Ordery                                                 | Ordery |
| ------------------------------------------ | ------------------------------------------------------- | ------------------------------------------------------ | ------ |
|                                            | Order Narodowy Zasługi                                  | Orden Nacional al Mérito                               | 1865   |
|                                            | Order Narodowy Zasługi Publicznej                       | Orden Nacional al Mérito Comuneros                     |        |
|                                            | Order Bernardina Caballera                              | Orden de Bernardino Caballero                          |        |
| Odznaczenia wojskowe                       |                                                         |                                                        |        |
|                                            | Order Zasługi Wojskowej                                 | Orden al Mérito Militar                                | 1957   |
| w przygot.                                 | Order Zasługi Lotniczej Porucznika Silvio Pettirossi    | Orden al Mérito Aeronáutico Teniente Silvio Pettirossi |        |
|                                            | Medal Zasługi Morskiej Porucznika José Maríi Fariñy     | Medalla al Mérito Naval Teniente José María Fariña     |        |
| w przygot.                                 | Medal Honorowy Piechoty                                 | Medalla de Honor de Infantería                         | 1955   |
| w przygot.                                 | Medal Honorowy Kawalerii                                | Medalla de Honor de Caballeria                         | 1955   |
| w przygot.                                 | Medal Honorowy Artylerii                                | Medalla de Honor de Artillería                         | 1955   |
| w przygot.                                 | Medal Honorowy Inżynieryjnych                           | Medalla de Honor de Ingeniería                         | 1955   |
| w przygot.                                 | Medal Honorowy Zaopatrzenia                             | Medalla de Honor de Intendencia                        | 1955   |
| w przygot.                                 | Medal Honorowy Materiałów Wojennych                     | Medalla de Honor de Material de Guerra                 | 1955   |
| w przygot.                                 | Medal Honorowy Medyczny                                 | Medalla de Honor de Sanidad                            | 1955   |
| w przygot.                                 | Medal Honorowy Nadawania                                | Medalla de Honor de Transmisiones                      | 1955   |
| w przygot.                                 | Medal Honorowy Transportowych                           | Medalla de Honor de Transportes                        | 1955   |
|                                            | Medal Honorowy Marynarki                                | Medalla de Honor de la Armada                          | 1955   |
| w przygot.                                 | Medal Honorowy Lotnictwa                                | Medalla de la Aeronáutica                              | 1955   |
| w przygot.                                 | Medal Honorowy Akademii Wojskowej                       | Medalla de Honor Académico del Ejército                | 1955   |
| w przygot.                                 | Medal Honorowy Ministra Obrony                          | Medalla de Honor del Ministerio de Defensa             |        |
|                                            | Medal Zasługi Akademii Paragwajskiej Marynarki Wojennej | Medalla al Merito Académico de la Armada Paraguaya     |        |
| Odznaczenia za wojnę o Chaco 1932-1935     |                                                         |                                                        |        |
|                                            | Krzyż Chaco                                             | Cruz del Chaco                                         | 1933   |
|                                            | Krzyż Obrońcy                                           | Cruz del Defensor                                      | 1933   |
| w przygot.                                 | Medal Uznania Paragwajskiego                            | Medalla de Reconocimiento de Paraguayo                 | 1938   |
| w przygot.                                 | Medal Pamiątkowy Zwycięstwa nad Boqueron                | Medalla Conmemorative de la Victoria de Boqueron       | 1942   |
| w przygot.                                 | Odznaka Specjalna Weteranów Wojny Chaco                 |                                                        |        |
| Odznaczenia za wojnę paragwajską 1864-1870 |                                                         |                                                        |        |
| w przygot.                                 | Medal Riachulelo                                        | Medalla de Riachulelo                                  | 1865   |
| w przygot.                                 | Krzyż Corrales                                          | Cruz de Corrales                                       | 1866   |
| w przygot.                                 | Medal Tataiybá                                          | Medalla de Tataiybá                                    | 1867   |
| w przygot.                                 | MedalTuyutí                                             | Medalla de Tuyutí                                      | 1967   |
| w przygot.                                 | Krzyż Acaiuasa                                          | Cruz de Acaiuasa                                       | 1868   |
| w przygot.                                 | Medal Amambay                                           | Medalla de Amambay                                     | 1870   |